# Государственный экзамен
Государственный экзамен — экзамен, принимаемый государственной комиссией с целью допущения экзаменуемого к выполнению какой-либо профессиональной деятельности или занятию какой-либо должности.

## Государственные экзамены в СССР и РФ
В СССР и Российской Федерации государственные экзамены сдавались и сдаются в качестве выпускных в высших и средних специальных учебных заведениях. Государственные экзамены сдаются по нескольким специальным дисциплинам, как правило на последнем курсе обучения перед началом дипломного проектирования. Для некоторых специальностей, в частности медицинских, государственные экзамены служат единственным способом государственной аттестации выпускников.
В СССР студенты вузов также сдавали государственные экзамены по общественно-политическим наукам.
Государственные экзамены принимаются государственными квалификационными комиссиями средних специальных учебных заведений или государственными экзаменационными комиссиями вузов. Председателем комиссии является крупный специалист или учёный в отрасли, с которой связана будущая профессиональная деятельность выпускников, не работающий в данном учебном заведении. В состав комиссии также входят в вузах: декан соответствующего факультета или его заместитель, заведующие кафедрами, профессора и доценты; в средних специальных учебных заведениях: директор или его заместитель и несколько преподавателей специальных дисциплин.
К сдаче государственных экзаменов допускаются студенты, выполнившие все требования учебного плана. Решение об оценке за государственный экзамен принимается на закрытом заседании комиссии простым большинством голосов.

## Государственные экзамены в Германии
В Германии государственные экзамены (de:Staatsexamen) служат выпускными экзаменами в вузах по профессиям, деятельность которых регулируется государством: врачи, аптекари, адвокаты, учителя и т. д. Экзамены организуются специальным государственным учреждением: Prüfungsamt.